# Maja Storch
Maja Storch (* 1958 in Oberkirch (Baden)) ist Jungsche Psychoanalytikerin, Psychodramatherapeutin, Supervisorin und Referentin. Bekannt wurde sie vor allem durch ihre Forschung im Bereich Embodiment und durch das von ihr zusammen mit Frank Krause entwickelte Zürcher Ressourcen Modell (ZRM).

## Leben
Maja Storch hat Psychologie, Philosophie und Pädagogik studiert und ist Jungsche Psychoanalytikerin. Sie ist Autorin zahlreicher Sachbücher sowie Inhaberin, Mitbegründerin und wissenschaftliche Leiterin des Instituts für Selbstmanagement und Motivation Zürich (ISMZ), eines Spin-offs der Universität Zürich.

### Embodiment
Mit Embodiment (Verkörperung) wird im wissenschaftlichen Sprachgebrauch das Einbeziehen der Tatsache, dass der Mensch auch einen Körper hat, in das wissenschaftliche Denken ausgedrückt. Die Tatsache der Wechselwirkung (Bidirektionalität) von körperlichem und psychischem Geschehen ist eine zentrale Annahme. Jeder Affekt, jedes Gefühl und jede Kognition hat eine sensomotorische Komponente.

### ZRM
Motivationspsychologisch stützt sich das Zürcher Ressourcen Modell auf das Rubikonmodell der Handlungsphasen, allerdings nicht in dessen ursprünglicher Form mit vier Phasen, wie es von Heinz Heckhausen und Peter M. Gollwitzer entwickelt worden war, sondern in einer von Klaus Grawe vorgelegten Weiterentwicklung, welche die psychoanalytischen Theorien zum Unbewussten durch eine vorgeschaltete weitere Phase berücksichtigt. Der Ausdruck „den Rubikon überschreiten“ steht als Metapher dafür, sich unwiderruflich auf eine riskante Handlung einzulassen.
ZRM geht von der Überzeugung aus, dass es für die Teilnehmenden motivierend wirkt, wenn sie über die theoretische Basis, die hinter einem bestimmten Arbeitsschritt steht, Bescheid wissen. 

### Somatische Marker
Die bewussten Entscheidungen, jedenfalls im sozialen Bereich, werden stets und automatisch gewichtend beeinflusst durch Körperreaktionen (positive oder negative Somatische Marker) auf Bilder, Worte (bspw. Kritik) und Situationen, und deren Rückmeldung, teils unbewusst und teils bewusst. Ein negativer somatischer Marker ist bspw. Gänsehaut.
Maja Storchs Methodenverständnis wird zum Beispiel an ihrer Aussage über Psychotherapie und Coaching deutlich: „Diejenigen Fachpersonen, die ZRM im Beratungssetting oder im Coaching anwenden möchten, bitten wir, diese Begriffe mental zu ersetzen. Statt ‚Psychotherapie‘ kann man 'Beratung', ‚Training‘ oder ‚Coaching‘ denken, statt ‚Patient‘ empfiehlt sich ‚Klient‘.“
Für 2020 wurde Storch der Preis der Dr. Margrit Egnér-Stiftung zugesprochen.

## Buchveröffentlichungen
- mit Eva Maria Jäger und Stefan Klöckner (2020): Spirituelles Embodiment. Stimme und Körper als Schlüssel zu unserem wahren Selbst, Arkana Verlag, München, ISBN 978-3-442-34271-6.
- mit Wolfgang Tschacher (2015): Embodied Communication: Kommunikation beginnt im Körper, nicht im Kopf, Hogrefe AG, 2. Auflage, ISBN 978-3-456-85614-8.
- Gunter Frank, Maja Storch (2010): Die Mañana-Kompetenz: Entspannung als Schlüssel zum Erfolg. München: Piper, ISBN 978-3-492-05316-7.
- Frank Krause, Maja Storch (2010): Ressourcen aktivieren mit dem Unbewussten: Die ZRM-Bildkartei in Theorie und Praxis. Bern: Huber, ISBN 978-3-456-84746-7.
- Maja Storch (2009): Machen Sie doch, was Sie wollen! Wie ein Strudelwurm den Weg zu Zufriedenheit und Freiheit zeigt. Bern: Huber, ISBN 978-3-456-84754-2.
- Maja Storch (2008): Rauchpause. Wie das Unbewusste dabei hilft, das Rauchen zu vergessen. Bern: Huber, ISBN 978-3-456-84632-3.
- Maja Storch (2007): Mein Ich-Gewicht: Wie das Unbewusste hilft, das richtige Gewicht zu finden. Zürich: Pendo, ISBN 978-3-442-16968-9.
- Maja Storch, Benita Cantieni, Gerald Hüther, Wolfgang Tschacher (2006): Embodiment: Die Wechselwirkung von Körper und Psyche verstehen und nutzen. Bern: Huber, ISBN 3-456-84323-2.
- Maja Storch, Astrid Riedener (2005): Ich packs! Selbstmanagement für Jugendliche. Ein Trainingsmanual für die Arbeit mit dem Zürcher Ressourcen Modell. Bern: Huber, ISBN 3-456-84128-0.
- Maja Storch (2003): Das Geheimnis kluger Entscheidungen: Von somatischen Markern, Bauchgefühl und Überzeugungskraft. Zürich: Pendo, ISBN 3-85842-557-5.
- Maja Storch, Frank Krause (2002): Selbstmanagement ressourcenorientiert: Grundlagen und Trainingsmanual für die Arbeit mit dem Zürcher Ressourcen Modell (ZRM). Bern: Huber, ISBN 3-456-83537-X.
- Maja Storch (2001): Wenn starke Frauen sich verlieben. Pendo Verlag, ISBN 978-3858428509
- Maja Storch (2000): Die Sehnsucht der starken Frau nach dem starken Mann. Düsseldorf/Zürich: Walter, ISBN 3-530-40103-X.